# Wapen van Chapelle-lez-Herlaimont

Het wapen van Chapelle-lez-Herlaimont (sinds 1904).

Het wapen van Chapelle-lez-Herlaimont is het heraldisch wapen van de Henegouwse gemeente Chapelle-lez-Herlaimont. Het wapen werd op 20 december 1904 bij Koninklijk Besluit aan de gemeente toegekend en op 14 mei 1982 bij Ministerieel besluit opnieuw aan de fusiegemeente Chapelle-lez-Herlaimont toegekend.

## Geschiedenis
De gemeente Chapelle-lez-Herlaimont kreeg in 1904 als gemeentewapen het wapen van de familie de Trazegnies toegekend, die reeds in de 13e eeuw in het bezit was van de heerlijkheid Chapelle-lez-Herlaimont en er in de buurt een kasteel bezat. Na de fusionering van Chapelle-lez-Herlaimont met Piéton en Godarville in 1977 werd het oude gemeentewapen van Chapelle-lez-Herlaimont in 1982 aan de nieuwe fusiegemeente toegekend.

## Blazoenering
De blazoenering van het eerste wapen luidde als volgt:

Bandé d'or et d'azur à l'ombre de lion brochant sur le tout et à la bordure engrêlée de gueules.
Geschuinbalkt van goud en azuur van zes stukken, over alles heen een schaduwleeuw en een uitgeschupte zoom van keel.
— Koninklijk Besluit van 20 december 1904.

Het huidige wapen heeft de volgende blazoenering:

Bandé d'or et d'azur à l'ombre de lion brochant sur le tout et à la bordure engrêlée de gueules.
Geschuinbalkt van goud en azuur van zes stukken, over alles heen een schaduwleeuw en een uitgeschupte zoom van keel.
— Ministerieel Besluit van 14 mei 1982.

## Verwante wapens

Wapen van de familie de Trazegnies.
Voormalige wapen van Irchonwelz.
Wapen van Opzullik.
Voormalige wapen van Trazegnies.